# The Best Annual Report
The Best Annual Report – polski konkurs na najlepszy skonsolidowany raport roczny opublikowany przez spółki publiczne.

## Opis konkursu
Wydarzenie jest organizowane od 2005 roku przez Instytut Rachunkowości i Podatków.
W konkursie biorą udział spółki z rynku regulowanego, które sporządzają skonsolidowane sprawozdania finansowe wg MSSF/MSR oraz spółki z rynku alternatywnego (NewConnect), które sporządzają sprawozdania finansowe według znowelizowanej ustawy o rachunkowości lub MSSF/MSR. Celem przedsięwzięcia jest promowanie raportów rocznych o najwyższej wartości użytkowej dla inwestorów i akcjonariuszy oraz kształtowanie dobrych praktyk w sprawozdawczości finansowej spółek publicznych.

## Partnerzy konkursu
Partnerem strategicznym konkursu „The Best Annual Report” jest GPW w Warszawie S.A. Patronat honorowy w latach poprzednich objęły Komisja Nadzoru Finansowego, Związek Banków Polskich, SEG, patronat wspierający: IDM, ZMiD, KIG, IZFiA. Patronem medialnym jest dziennik „Rzeczpospolita”, „Gazeta Giełdy PARKIET”, „Miesięcznik RACHUNKOWOŚĆ”, „Miesięcznik Finansowy BANK” i Polska Agencja Prasowa.